# Yuri Ovtchinnikov
Pour les articles homonymes, voir Ovtchinnikov.
Yuri Lvovich Ovtchinnikov, né le 3 juin 1950 à Léningrad, est un patineur artistique et entraîneur russe représentant l'Union soviétique. Il est champion d'Union soviétique et médaillé de bronze européen en 1975.

## Biographie

### Carrière sportive
Yuri Ovtchinnikov s'entraîne avec Igor Moskvin, puis avec Alexeï Michine à partir de 1974. Il est champion d'Union soviétique en 1975, et quadruple vice-champion d'Union soviétique en 1973, 1974, 1976 et 1977.
Il représente son pays à dix championnats européens (1969 à Garmisch-Partenkirchen, 1970 à Léningrad, 1971 à Zurich, 1972 à Göteborg, 1973 à Cologne, 1974 à Zagreb, 1975 à Copenhague, 1976 à Genève, 1977 à Helsinki et 1978 à Strasbourg), cinq mondiaux seniors (1969 à Colorado Springs, 1971 à Lyon, 1973 à Bratislava, 1975 à Colorado Springs et 1977 à Tokyo) et à deux Jeux olympiques d'hiver (1972 à Sapporo et 1976 à Innsbruck).
En 1975, il remporte la médaille de bronze européenne, derrière son compatriote Vladimir Kovalev et le britannique John Curry.
Yuri Ovtchinnikov est un maître reconnu du programme libre, occupant à plusieurs reprises des places élevées dans diverses compétitions (y compris la première). Il se distingue par sa musicalité exceptionnelle (il était un expert en musique et en théâtre et fréquentait souvent le Théâtre d'opéra et de ballet de Léningrad), qui détermine son style individuel brillant. Il a une amplitude de saut rare pour les patineurs artistiques (un vol double Axel de plus de 6 m). Il est l'un des premiers au monde à tenter d'inclure quatre triples sauts dans un programme libre, et il est également parmi les premiers à maîtriser quatre triples sauts différents (boucle piqué, Salchow, boucle et flip). Presque toujours en difficulté lors des figures imposées, cela l'empêche de remporter de grandes victoires internationales.

### Reconversion
Après son arrêt des compétitions sportives en 1978, Yuri Ovtchinnikov s'oriente vers une carrière d'entraîneur. Parmi ses élèves, il mène Igor Bobrin au titre européen en 1981 et à la médaille de bronze mondiale en 1981. Il participe aussi à plusieurs spectacles sur glace en Union soviétique.
Après la chute du mur de Berlin et la dislocation de l'URSS, il vit pendant 20 ans à San Diego en Californie, où il entraîne et chorégraphie l'équipe de patinage synchronisé Team del Sol.
Il revient à Moscou en 2010 et travaille au comité olympique russe.

## Palmarès
| Compétitions                    | 1968    | 1969    | 1970    | 1971    | 1972    | 1973    | 1974    | 1975    | 1976    | 1977    | 1978    |  |  |  |
| Jeux olympiques d'hiver         |         |         |         |         | 12e     |         |         |         | 8e      |         |         |  |  |  |
| Championnats du monde           |         | 11e     |         | 7e      |         | 6e      |         | 6e      |         | 7e      |         |  |  |  |
| Championnats d'Europe           |         | 9e      | 7e      | 5e      | 7e      | 6e      | 5e      | 3e      | 4e      | 4e      | 5e      |  |  |  |
| Championnats d'Union soviétique | 5e      | 5e      | 3e      | 3e      | 4e      | 2e      | 2e      | 1er     | 2e      | 2e      | 4e      |  |  |  |
|                                 |         |         |         |         |         |         |         |         |         |         |         |  |  |  |
| Autre compétition               | 1967/68 | 1968/69 | 1969/70 | 1970/71 | 1971/72 | 1972/73 | 1973/74 | 1974/75 | 1975/76 | 1976/77 | 1977/78 |  |  |  |
| Moscou Skate                    |         |         | 3e      | 4e      |         |         |         | 4e      |         | 2e      | 1er     |  |  |  |
|                                 |         |         |         |         |         |         |         |         |         |         |         |  |  |  |